# إريك غوستافسون
إريك غوستافسون (بالسويدية: Erik Gustafsson) هو لاعب هوكي الجليد سويدي، ولد في 15 ديسمبر 1988 في سوندسفال في السويد.

## وصلات خارجية
- إريك غوستافسون على موقع دوري الهوكي الوطني (الإنجليزية)
- إريك غوستافسون على موقع قاعة مشاهير الهوكي (لاعب أن.إتش.أل) (الإنجليزية)
- إريك غوستافسون على موقع EliteProspects.com (الإنجليزية)
- إريك غوستافسون على موقع Eurohockey.com (الإنجليزية)
- إريك غوستافسون على موقع HockeyDB.com (الإنجليزية)
- إريك غوستافسون على موقع Hockey-Reference.com (الإنجليزية)
- إريك غوستافسون على موقع اللجنة الأولمبية الدولية (الإنجليزية)
- إريك غوستافسون على موقع أوليمبيديا (الإنجليزية)
- إريك غوستافسون على موقع اللجنة الأولمبية السويدية (السويدية)